# Hrdza
Грдза (словац. Hrdza, «іржа») — словацька музична група з Пря́шева, яка виконує авторські пісні Славоміра Ґібарті, натхненні фольклором Словаччини (переважно пряшівського регіону, де поряд зі словаками живуть русини) з елементами етнічної музики інших народів, року та інших елементів. Hrdza виступає здебільшого в Словаччині, але є частим гостем фестивалів у Чехії та Польщі. Група також гастролювала в Німеччині, Австрії, Угорщині та Словенії.
Певні пісні гурту (наприклад, «Штефан», «Дівчата») виконуються не словацькою мовою, а пряшівською говіркою русинської мови. В останні роки з ними співпрацюють танцювальні гурти «Дубрава» та «Шарішан».

## Історія
Гурт Hrdza був заснований у Пряшеві в 1999 році завдяки знайомству Славоміра Ґібарті та Ярослави Сисак, до яких згодом долучилися Тоно Поточняк, Лукаш Матюфка та Роберт «Скіппі» Гатала. У 2002 році гурт Hrdza випустив дебютний альбом Muzička. Восени 2002 року Ярославу Сисак замінила Вероніка Шолтисова-Рабадова. У цьому складі гурт став улюбленцем фестивалів та здобув понад 20 нагород на змаганнях як вдома, так і в Чехії. Другий альбом Pod božími oknami був виданий у 2006 році. Влітку 2006 року сингл In the Mountains увійшов у топ-30 Словацького радіо (Slovak Airplay Top 50). Третій альбом Hajnajnanyja вийшов наприкінці листопада 2009 року. Наприкінці 2015 року співачка Вероніка Шолтесова-Рабадова покинула колектив, а на її місце заступила Сусанна Яра. Альбом Rusty Eighteen вийшов у 2016 році. У 2016 році гурт успішно пробився до фіналу змагань «Чехія та Словаччина мають талант».
Їхній четвертий і найвідоміший альбом «Нескорений» вийшов у грудні 2018 року. У квітні 2019 року він потрапив до світового чарту World Music Charts Europe (WMCE) на 4 місце. Це найвища позиція в міжнародному чарті, яку коли-небудь досягав словацький гурт. Пісня та відео «Stefan» очолили World Music Charts за версією Ethnocloud у березні 2019 року.

## Конкурс пісні «Євробачення» 2010
У 2010 році гурт брав участь у словацькому національному раунді Eurosong 2010 року для участі у пісенному конкурсі «Євробачення 2010» з піснею «Мені подобається» (Taká sa mi páči). Група виграла раунд із 19,5 % голосів. Однак 28 січня гурт був дискваліфікований, коли з'ясувалося, що вони презентували пісню до 1 жовтня 2009 року, що було порушенням правил конкурсу.

## Склад гурту
- Славомір Ґібарті — спів, гітара
- Сусанна Яра — спів, скрипка
- Домінік Маняк — скрипка, вокал
- Матей Палідраб — акордеон, вокал
- Павол Болеш — бас-гітара, акордеон, вокал
- Марек Сарваш — барабани

## Колишні учасники
- Ярослава Сисак — вокал
- Вероніка Шолтисова-Рабадова — вокал
- Антон Поточняк — скрипка, вокал
- Міхал Брандис — скрипка, вокал
- Міхал Льорінц — барабани, ударні
- Лукаш Матюфка — джембе, дарбука, перкусія
- Роберт «Скіппі» Гатала — бас-гітара, вокал
- Мирослав Сірмаї — конга, дарбука, ударні
- Маріан Шураньї — акордеон, вокал

## Дискографія
- Muzička (2002)
- Pod božími oknami (2006)
- Hajnajnanyja (2009)
- Hrdzavá osemnástka (2016)
- Neskrotený (2018)